# Villarta-Quintana
Villarta-Quintana ist ein Ort und eine Gemeinde (municipio) im Westen der spanischen Region La Rioja mit 130 Einwohnern (Stand: 2024). Neben dem Hauptort Villarta-Quintana gehören die Ortschaften Quintana und Quintanar de Rioja zur Gemeinde.

## Lage
Villarta-Quintana liegt etwa 59 Fahrtkilometer südwestlich von Logroño in einer Höhe von etwa 745 m. 

## Bevölkerungsentwicklung
| Jahr      | 1960 | 1970 | 1981 | 1991 | 2001 | 2011 | 2021 |
| Einwohner | 495  | 405  | 307  | 238  | 198  | 163  | 136  |

In der 2. Hälfte des 19. und der ersten Hälfte des 20. Jahrhunderts hatte der Ort stets zwischen 550 und 700 Einwohner. Infolge der Mechanisierung der Landwirtschaft und des daraus resultierenden geringeren Arbeitskräftebedarfs ist die Zahl der Einwohner seit der Mitte des 20. Jahrhunderts deutlich zurückgegangen.

## Wirtschaft
An erster Stelle im Wirtschaftsleben der Gemeinde steht traditionell die Landwirtschaft. Daneben werden auch Weizen, Gerste, Kartoffeln sowie verschiedene Gemüsepflanzen kultiviert.

## Sehenswürdigkeiten
- Marienkirche
- Annenkirche

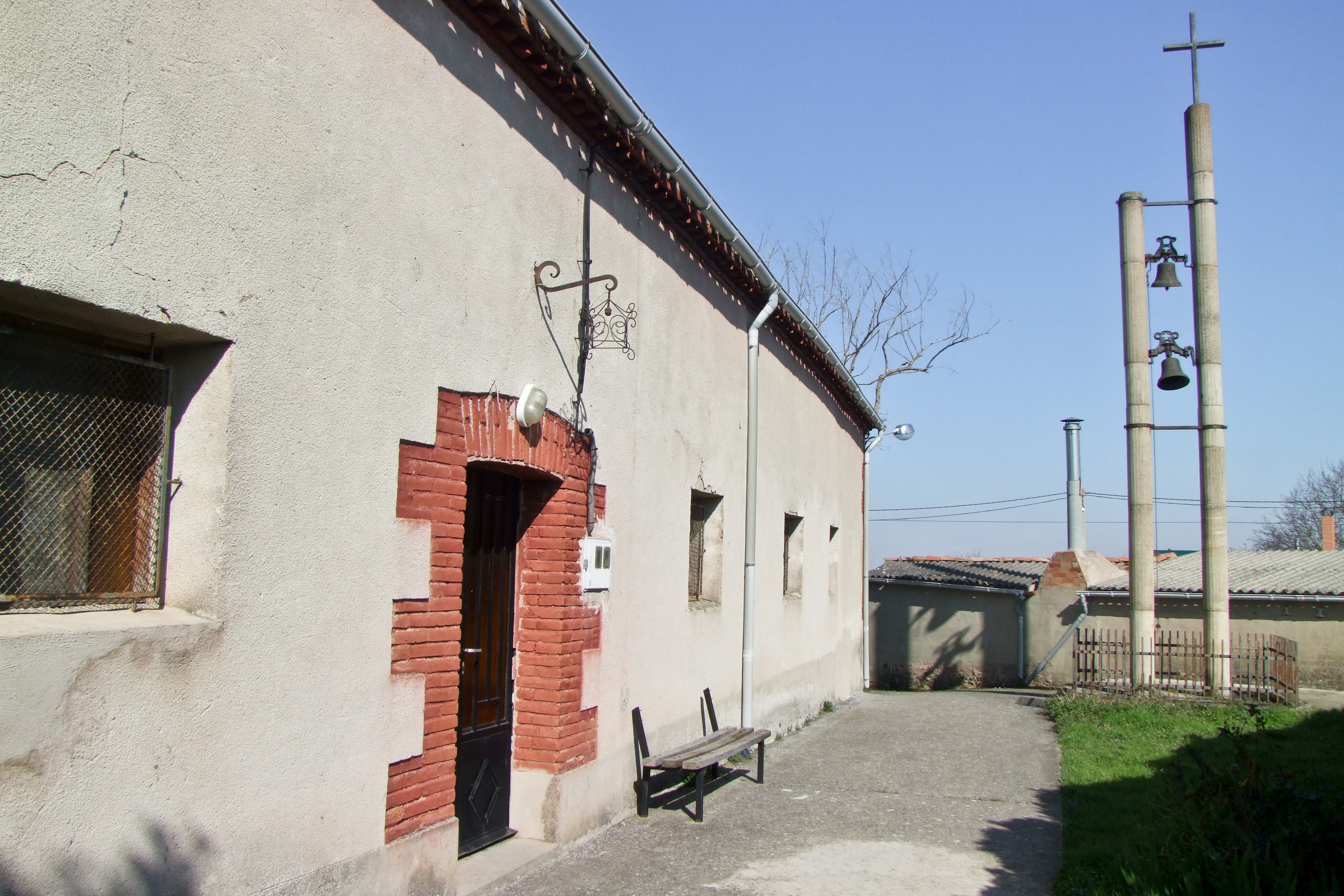
Stefanskapelle

- Stefanskapelle